# Мъхнат бръмбар
Мъхнат бръмбар (Epicometis hirta) е твърдокрило насекомо от семейство листороги бръмбари.

## Разпространение
Разпространен в Средна и Южна Европа и Западна Азия.

## Описание
Тялото му е дълго 8 - 12 mm продълговато, елиптично, с черен цвят, покрито със сиви до жълтокафяви космици.

## Размножаване
Снася яйца в почвата. Напролет излюпените и презимувалите бръмбари излизат от почвата.

## Хранене
Хранят се с цветните части на овощни дървета, кръстоцветни растения (зеле, рапица и др.), житни растения, някои декоративни цветя и др., с което нанасят големи щети на стопанството. Борбата се води чрез събиране в утринните часове на бръмбарите от дърветата и другите растения (с ръка или с тръскане), пръскане с токсафен, токсохлоран и т.н.